# ماریانا پاخون
ماریانا پاخون لوندونیو (اسپانیایی: Mariana Pajón Londoño‎؛ زادهٔ ۱۰ اکتبر ۱۹۹۱) بانوی دوچرخه‌سوار اهل کلمبیا است. او قهرمان دو دوره المپیک (۲۰۱۲ لندن و ۲۰۱۶ ریو) و قهرمان مسابقات جهانی دوچرخه‌سواری بی‌ام‌اکس است.
پاخون در مسابقات کشوری و بین‌المللی در مجموع برندهٔ ۱۲ مدال طلا، ۳ مدال برنز شده‌است.